# Badger (Schiff)
Die Fähre Badger ist das letzte mit kohlegefeuerten Dampfkesseln und Kolbendampfmaschinen angetriebene Passagierschiff der Vereinigten Staaten, das im regelmäßigen kommerziellen Linieneinsatz steht. Als Teil des U.S. Highway 10 verbindet das Schiff die Städte Ludington in Michigan und Manitowoc in Wisconsin am Michigansee.

## Geschichte
Das Schiff wurde im Jahre 1952 von der Werft Christy Corporation in Sturgeon Bay als Eisenbahnfähre für die Eisenbahngesellschaft Chesapeake and Ohio Railway gebaut und erhielt die Betriebsnummer 43. Das Schiff wurde nach dem Leichtathletik-Team der University of Wisconsin, den Wisconsin Badgers, benannt. Nach seiner Indienststellung am 21. März 1953 wurde es für den Transport von Kraft- und Schienenfahrzeugen auf der rund 100 Kilometer langen Route Ludington–Manitowoc auf dem Michigansee verwendet. Zusammen mit anderen Fähren und ihrem Schwesterschiff, der technisch ähnlich ausgerüsteten Spartan, diente die Badger die nächsten knapp zwanzig Jahre für diese Überfahrten.
Ab den 1970er Jahren wurden die Fährdienste aufgrund verschlechterter wirtschaftlicher Bedingungen eingeschränkt. Am 1. Juli 1983 stellte die Bahngesellschaft den Fährbetrieb ein. Die Fährschiffe Spartan, Badger und City of Midland 41 wurden an einen neuen lokalen Betreiber namens Glen L. Bowden aus Ludington (Michigan-Wisconsin Transportation Company) verkauft; 1988 war sie die letzte im Betrieb verbliebene Auto- und Eisenbahnfähre auf dem Lake Michigan. Am 16. November 1990 stand das Unternehmen vor einem Konkurs und stellte den Fährbetrieb ein, was gleichzeitig den Endpunkt der 98-jährigen Geschichte der Fährschifffahrt auf dem Lake Michigan zu markieren schien. Nach einer Liegezeit von rund einem Jahr wurde die Badger von Charles F. Conrad (Lake Michigan Carferry Service) erworben, der sie für den reinen PKW- und LKW-Transport überholte und wieder in Dienst stellte. Seitdem befährt das Schiff die genannte Strecke zwischen den Städten Ludington und Manitowoc.

### Besondere offizielle Kennzeichen
1996 wurde die Antriebsanlage des Schiffes durch die American Society of Mechanical Engineers in den Stand eines technischen Denkmals erhoben.
Die Michigan Historical Commission und die Wisconsin Historical Commission nahmen die Badger im Jahre 1997 in ihre jeweiligen Denkmallisten auf.
Die Badger wurde am 11. Dezember 2009 in das National Register of Historic Places eingetragen; am 20. Januar 2016 folgte der National Park Service mit einer Anerkennung als National Historic Landmark.

## Technik
Das Schiff ist rund 120 Meter lang und etwa 18 Meter breit. Da das Schiff für einen ganzjährigen Betrieb auf dem Lake Michigan ausgelegt wurde, ist sein Rumpf eisverstärkt und mit Eisklasse klassifiziert.
Für zwei Skinner-Unaflow-Gleichstromdampfmaschinen zu je 3500 PS erzeugen vier kohlegefeuerte Kessel von Foster Wheeler (mit Stoker-Beschickung) Dampf bei einem Druck von 470 psi (32,9 bar). Die Dampfmaschinen treiben zwei 4-Blatt-Propeller aus Stahlguss mit einem Durchmesser von 4,22 Metern an. Diese Antriebskonstruktion ist seit dem Jahre 2013 und der Außerdienststellung des „Lakers“ St. Marys Challenger einmalig unter den Schiffen auf den Großen Seen.
Bei einer Reisegeschwindigkeit von 16 kn (maximal erreicht die Fähre 21 kn) verbraucht die Badger etwa 55 Tonnen Kohle pro Tag. Dabei kann sie pro Fahrt bis zu 620 Passagiere und 180 PKW transportieren. Die Mannschaft umfasst zwischen fünfzig und sechzig Personen.

### Umwelteinflüsse
Der kohlegefeuerte Antrieb wurde ab dem Jahre 2008 mehr und mehr von Umweltschutzorganisationen und der Environmental Protection Agency (EPA) kritisiert, da die Asche – etwa 3,6 Tonnen pro Tag – aus den Kesseln direkt in den See entsorgt wurde.
Zuvor operierte die Badger mit einer Ausnahmegenehmigung entgegen den gesetzlichen Regularien gegen die Luftverschmutzung aufgrund der historischen Bedeutung als kohlegefeuertes Dampfschiff. Vertreter des Betreibers spielten mögliche Gefahren durch Asche mit einem Vergleich mit „harmlosem Sand“ herunter und planten keine Änderung der ursprünglichen kohlegefeuerten Auslegung. Dennoch gab es Überlegungen, schädliche Umwelteinflüsse des Schiffs auf den See zu reduzieren; Pläne umfassten einen Umbau zu einer Erdgasfeuerung (unter Erhalt der historischen Kesselanlage) und eine Einrichtung zur bordseitigen Sammlung der Asche, die dann an Land abgegeben werden sollte.
Letztendlich unterzeichnete der Betreiber Lake Michigan Carferry im März 2013 eine Vereinbarung mit dem US-Justizministerium und der EPA, nach der binnen zwei Jahren der Ascheausstoß in den See unter Verwendung eines neuen Rückhaltesystems beendet werde.
Im Januar 2015 wurde mit Arbeiten an einem System zur Beförderung der Asche in vier an Bord eingebauten Sammelbehältern begonnen. Gleichfalls wurde ein neues System zur Überwachung der Verbrennung eingesetzt, welches die Effizienz erhöht und somit den Kohleverbrauch senkt. Heute gibt die Fähre keine Asche mehr in den See ab; an Land werden die gesammelten Verbrennungsrückstände entladen und bei der Zementherstellung verwendet.